# Dicranota ferruginea
Dicranota ferruginea är en tvåvingeart som beskrevs av Evgenyi Nikolayevich Savchenko 1983. Dicranota ferruginea ingår i släktet Dicranota och familjen hårögonharkrankar. Inga underarter finns listade i Catalogue of Life.